# Марсіанин
Марсіа́нин — гіпотетичний житель планети Марс, тамтешнього походження чи земного. Хоча пошук доказів існування життя на Марсі триває, багато письменників-фантастів уявляли собі, якими можуть бути тамтешні організми. У фантастиці поширена тема марсіан як розумних істот, стосунки яких із землянами слугують рушійною силою сюжету творів.

## Походження образу

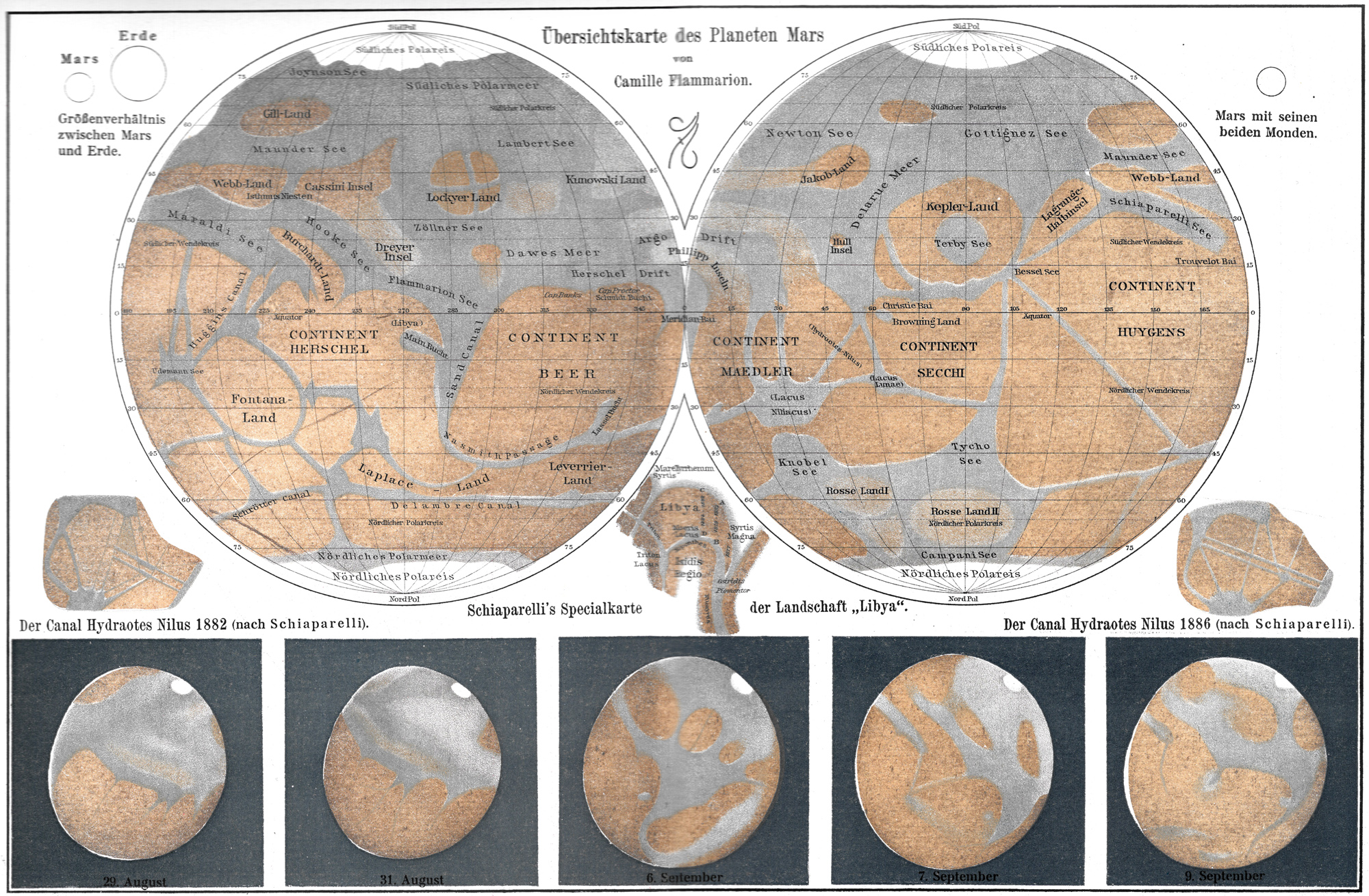
Карта Марса, як його уявляли наприкінці XIX ст.

Довгий час Марс претендував на найімовірніше місце перебування позаземного життя. Його поверхня, на відміну від поверхні Венери, має помітні деталі рельєфу. Ранні спостерігачі тлумачили побачені в телескопи зони як аналогії земних форм рельєфу: синьо-зелені ділянки вважали океанами або рослинністю; що полярні шапки, які зростають і меншають впродовж сезонів, складаються з водяного снігу та льоду; мінливі візерунки пояснювалися як хмарний покрив або ліси. 1877 року астроном Джованні Скіапареллі повідомив про заплутану мережу річищ на Марсі, які в пресі перетворилися на «канали», що сприяло уявленню про них як про штучні споруди. Американський астроном Персіваль Ловелл у своїх книгах «Марс» (1895), «Марс і його канали» (1906) і «Марс як місце життя» (1909) створив образ прохолодного, посушливого світу з великими червоними пустелями та кількома територіями, здатними підтримувати життя стародавньої цивілізації, яка проклала канали задля зрошення. Багато вчених ще на початку XX сторіччя вважали наявність життя на Марсі — включно з розумним людиноподібним життям — ймовірним, якщо не гарантованим. Однак фотографії, зроблені під час прольоту зонда «Марінер» у 1965 році та посадки зондів «Вікінг» у 1976 році, показали, що Марс надто холодний і має надто розріджену атмосферу, щоб підтримувати високоорганізоване життя. Дані, отримані з місій Pathfinder (1996), Global Surveyor (1996), Odyssey (2001), Mars Exploration Rover (2003), Mars Reconnaissance Orbiter (2005) і Phoenix (2007) підтвердили дані «Марінера» та «Вікінга», що в минулому на поверхні Марса текла вода і що вона все ще може перебувати у значних кількостях під поверхнею та/або на полюсах. Попри те Марс лишається найближчою до Землі планетою і найбільше схожий на Землю щодо природних умов. Це дозволяє використати Марс як метафору Землі з її проблемами.
За сучасними уявленнями, стародавній Марс був більше схожий на Землю і мав умови, сприятливі для виникнення життя. Там немає високоорганізованих організмів, проте в ґрунті можуть бути бактерії.

## Розвиток образу

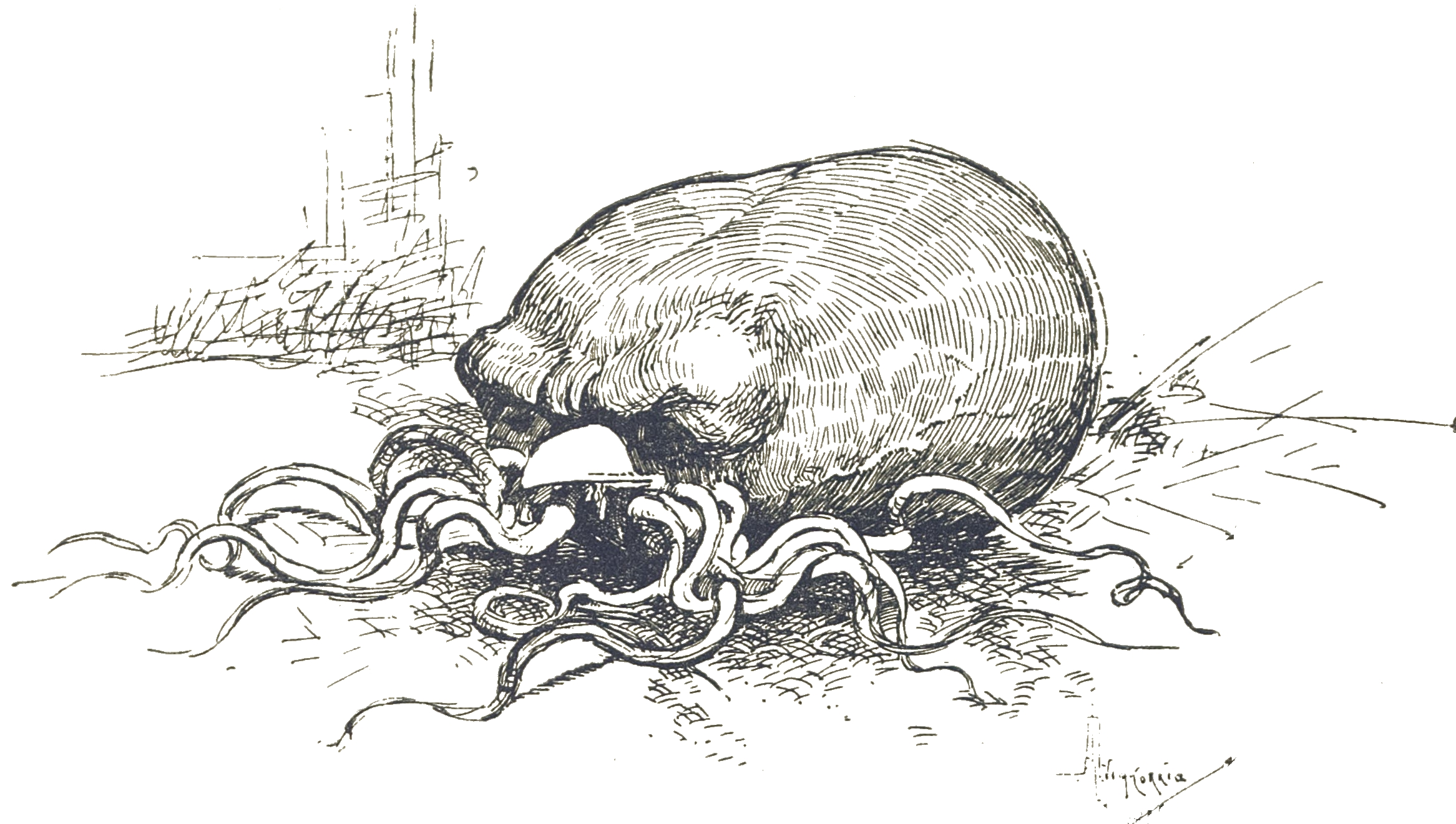
Марсіанин у «Війні світів» Герберта Веллса, 1906 р.

У більшості ранніх творів про Марс розповідається про утопічні інопланетні суспільства. Марс є домом для такої цивілізації в романі Персі Грега «Крізь зодіак» (1880), а в романі Роберта Кромі «Поринання в космос» (1890) поєднано соціологічну критику з історією міжпланетного кохання. Анонімна книга «Політика та життя на Марсі» (1883) підкреслює занепокоєння фемінізмом. На тлі розвиненої марсіанської цивілізації відбуваються події в «Запечатаному пакеті містера Незнайомця» (1889) Г'ю Макколла, і в «Подорожі на Марс» Густава В. Поупа (1894).
Курд Лассвіц у романі «На двох планетах» (1897) зобразив, як високорозвинені марсіани, що побудували в себе утопічне суспільство, відвідують Землю. Вони поширюють свої технології та насаджують новий лад, перетворюючи Землю на успішну, але підлеглу планету.
Того ж року Герберт Веллс написав роман «Війна світів», у якому описано вторгнення марсіан на Землю. Він зобразив марсіан схожими на восьминогів кволими істотами, залежними від своїх машин. Змальована ним воєнна міць загарбників, які розглядають людей як джерело їжі, нездоланна для землян, проте виявляється марною проти земних бактерій. Невдовзі Ґарретт Патнем Сервісс написав продовження під назвою «Завоювання Едісоном Марса» (1898), в якому земляни здійснюють успішну контратаку на Марс. Твір Сервісса також містить ідею палеоконтакту, оскільки жителі Марса там у давнину викрали людей з Землі, щоб перетворити на своїх рабів.
Існувала тема реінкарнації на Марсі, як у книзі «Уранія» Каміля Фламмаріона (1889) або «Впевненість майбутнього життя на Марсі» (англ. The Certainty of a Future Life in Mars) Луїса Поупа Гратакапа (1903). В багатьох ранніх історіях про Марс описується як «людина з Марса» відвідує Землю. Так, у «Людина з Марса» (1891) Томаса Блота критикувалася релігія, Генрі Даудінг у «Людині з Марса, або Служіння заради служіння» (англ. The Man from Mars, Or Service for Service's Sake; 1910) пропагував християнський активізм. Комерційно найуспішнішою з цих історій була п'єса Річарда Ґентоні «Послання з Марса» (1899), у якій марсіанин прибуває уві сні, щоб змінити характер скупого астронома-аматора; п'єса довго демонструвалася в Лондоні та Нью-Йорку, була двічі екранізована та новелізована Лестером Лурганом<! у 1912 році.

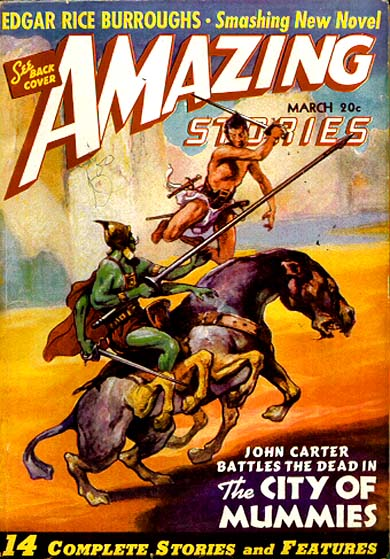
Ілюстрація до пригод Джона Картера в журналі «Amazing Stories», 1941 р.

Едгар Барроуз започаткував у 1912 році серію про Барсум — Марс, куди містичним чином потрапляють земляни, стаючи там героями. Барроуз продовжував традиції тогочасних пригодницьких романів, але переніс дію на іншу планету, населену розвиненими цивілізаціями, які занепадають. Десятиліттями пізніше Майкл Муркок наслідував ці книги в трилогії «Кейн зі Старого Марса», починаючи з роману «Воїни Марса» (1965).
В епоху розквіту палп-журналів у літературі панував образ злих марсіан. Прикладами слугують «Лихо з Марса» (1928) Клер Вінгер Гарріс, «Монстри Марса» (1931) Едмонда Гамілтона, «Марс колонізує» (1935) Майлза Дж. Бреєра. Зображення в цих творах марсіан стали кліше для образу інопланетян у наступні роки. На противагу Клайв Стейплз Льюїс у романі «За межі тихої планети» (1938) показав марсіан звіроподібними, проте духовно чистими, шляхетними істотами. На Марсі живуть кілька рас, які мають свої спеціалізації, але складають єдине гармонійне суспільство.
У творчості Лі Брекетт Марс опиняється під загрозою через землян, як у «Тіні над Марсом» (1944). Згодом Рей Бредбері продовжив романтизацію Марса в «Марсіанських хроніках» (1950). У його оповіданнях Марс мертвий, але в залишках тамтешньої цивілізації земляни бачать власне минуле. Декільком іншим письменникам вдалося відбити подібну атмосферу, зокрема Кліффорду Сімаку в «Семеро повернулися» (англ. Seven Came Back; 1950) і Джеймсу Балларду в «Гробницях часу» (англ. The Time Tombs; 1963).

У 1950-х роках романтика екзотичного Марса здебільшого залишилася позаду, оскільки панівною темою стали проблеми колонізації планети, де бракує води та кисню, як у «Пісках Марса» (1951) Артура Кларка, «Червоній планеті» (1949) Роберта Гайнлайна, «Місії на Марс» (1955) Патріка Мура. Виникли нові теми, які згодом стали основними елементами міфу про Марс, включаючи повстання марсіанської колонії проти земного панування, фізіологічну адаптацію людини до марсіанських умов і суперечки між прихильниками тераформування та тими, хто надає перевагу Марсу в його природному стані. Наприклад, «Людина з плюсом» (1976) Фредеріка Пола похмуро показує становлення кіборга-колоніста. Негостинний Марс показано понурою тюремною колонією в антиутопічному «Прощавай, земне блаженство» (англ. Farewell, Earth's Bliss; 1966) Девіда Комптона. Корінні форми життя часто фігурують у цих романах, але небагато з них ворожі до людей. «Марсіанський інка» (англ. The Martian Inca; 1976) Яна Вотсона описує дивовижно адаптивні марсіанські мікроби, тоді як «У залі марсіанських королів» (1977) Джона Варлі стверджується, що давня марсіанська раса перебуває в сплячці. Але загалом тема марсіан стала менш активно використовуватися в фантастиці через результати досліджень, отримані з реальних космічних апаратів.

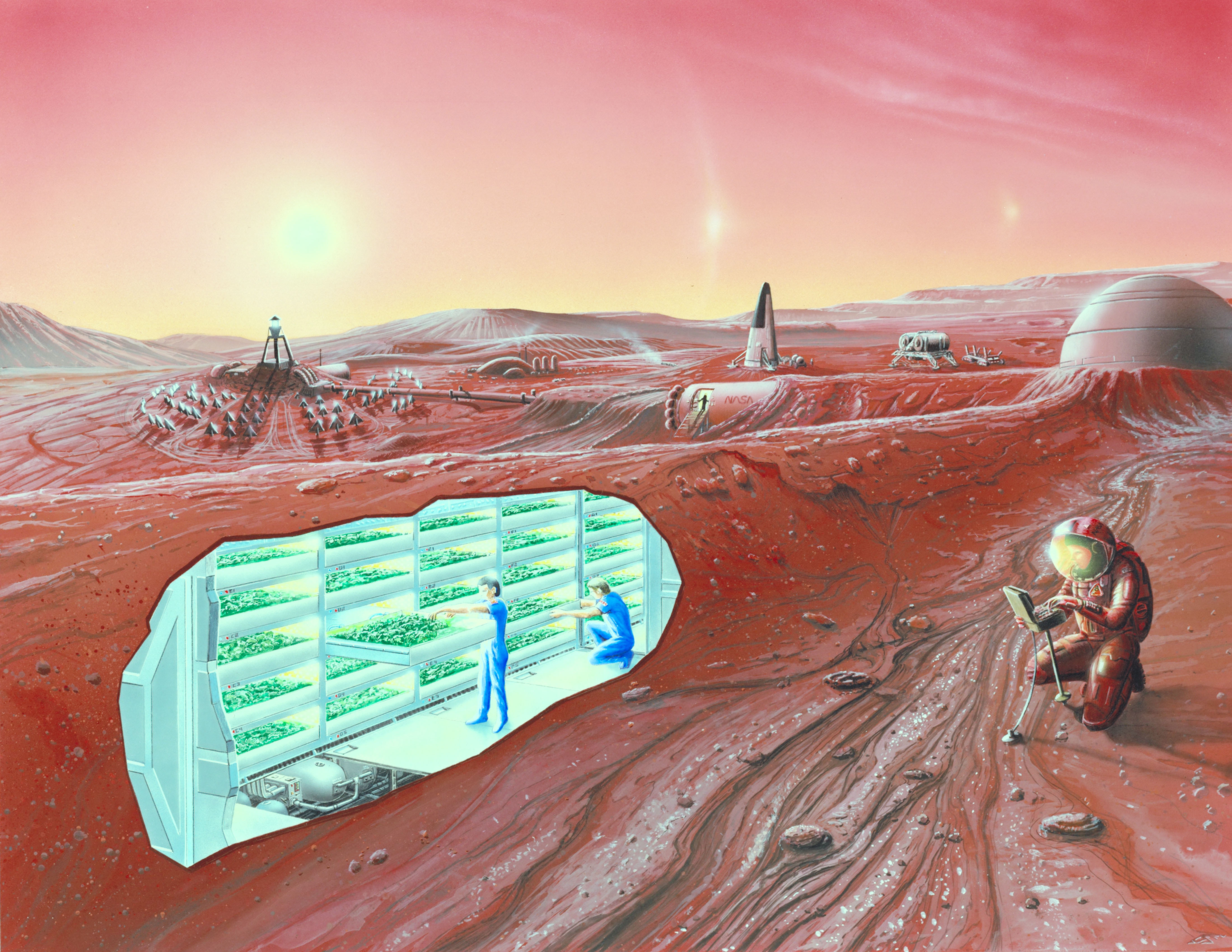
Колонія людини на Марсі — уявлення художника

Однак у середині 1980-х років інтерес до експедицій на Марс і колонізації почав відроджуватися. Зокрема це відбулося через реальні проєкти висадки людини на Марсі. Тему розроблено у «Фронтері» (1984) Льюїса Шайнера. Теоретик теорії змови Річард Хогланд посприяв інтересу громадськості до червоної планети своєю книгою «Пам'ятники Марса: Місто на межі вічності» (1987), стверджуючи, що там є штучні споруди, зокрема «Обличчя». 1989 року — у двадцяту річницю першої висадки на Місяць, президент США Джордж Буш окреслив план пілотованої місії на Марс до 2019 року. Такі романи, як «Марсіанська веселка» (1991) Роберта Форварда описують труднощі польоту на Марс, зокрема політичні, як у «На Марс» (1993) Грега Біра. На тему тераформування планети Кім Робінсон написав трилогію: «Червоний Марс» (1992), «Зелений Марс» (1993) і «Блакитний Марс» (1996).
Вторгнення технологічно розвинених марсіан стало слугувати для сатиричних цілей, як у «Дню, коли прийшли марсіани» Фредерика Пола (1988), у «Таємниці життя» Пола Мак-Оулі (2001) показано небезпеку вторгнення марсіанських мікробів і це стає приводом для чорного гумору в романі Ріка Муді «Чотири пальці смерті» (2010). Виникли й деякі оригінальні ідеї розвитку Марса. В Роберта Чарльза Вілсона у «Спіні» (2005), багатотисячолітній проєкт терраформування Марса вдається завершити за лічені дні. В «Каріатидах» (2009) Брюса Стерлінга Китай планує колонію на Марсі, розвиваючи флору та фауну під куполом. У «Тихій війні» (2008) Пола Мак-Оулі і продовженнях «Сади сонця» (2009) і «У пащі кита» (2012) Земля знищила бунтівну колонію Марса, що змусило вцілілих заселити марсіанські супутники. В «І прокинеться Левіафан» (2011) Джеймса Корі Марс утворює одну з протиборчих сил у Сонячної системи проти Землі та жителів астероїдів.